# Johan Browall

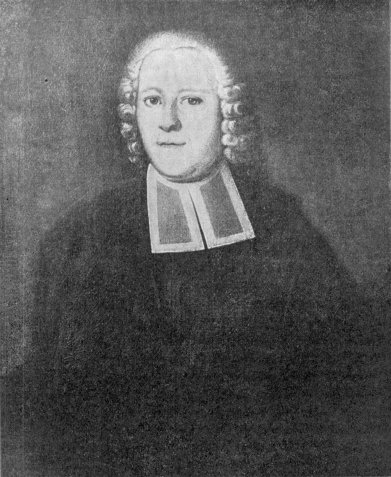
Johann Browall

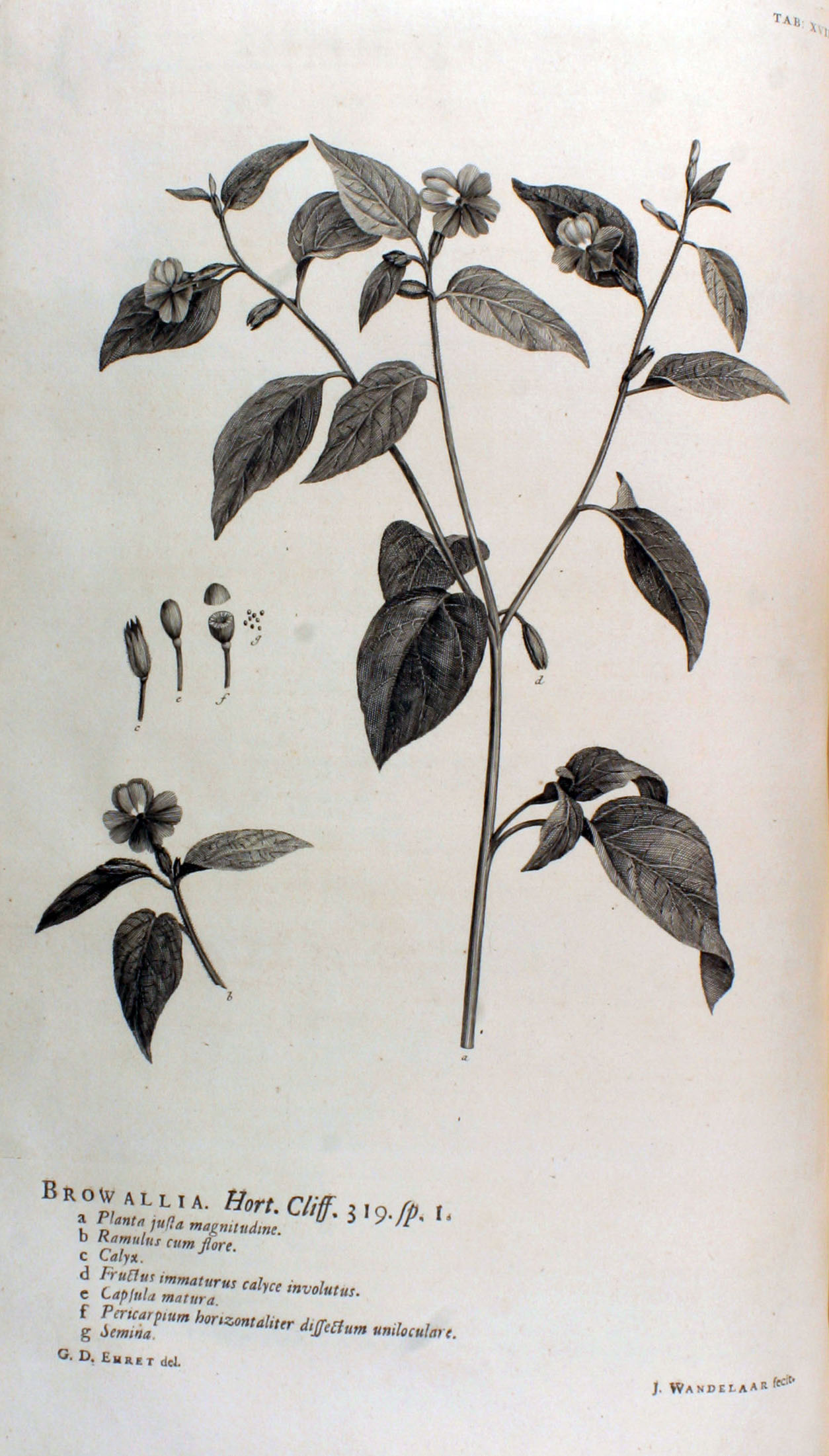
Browallia auf Tafel XVII. in Carl von Linné: Hortus Cliffortianus, 1. Auflage, 1737. Zeichnung und Stich von Georg Dionysius Ehret

Johan Browall, latinisiert Johan Browallius (* 30. August 1707 in Västerås; † 25. Juli 1755 in Åbo) war ein schwedischer Arzt, Botaniker, Politiker und Bischof.

## Leben und Wirken
Johan Browall war der Sohn des Dozenten Anders Browall (1685–1720) und dessen Frau Katarina Sigtunius. Nach dem Tod seines Vaters ging er nach Uppsala und schrieb sich am 18. Februar 1720 an der Universität Uppsala ein. Er studierte u. a. bei Eric Alstrin (1683–1762) und Laurentius Arrhenius (1680–1730). 1731 wurde er unter Anders Grönvall (1671–1758) Magister der Philosophie.
In Falun war er Lehrer der Söhne von Nils Reuterholm (1676–1756), der Gouverneur der Provinz Dalarna war. Hier lernte er auch Carl von Linné kennen, der den Jahreswechsel 1732/33 auf Einladung seines Freundes Claes Sohlberg (1711–1773) in Falun verbrachte.
1737 wurde Browall Professor für Naturgeschichte an der Akademie in Åbo. Unter seiner Leitung entstanden zahlreiche Arbeiten auf den Gebieten der Botanik, Chemie, Physik und Mineralogie. Einer seiner Studenten schrieb beispielsweise über die Gattung Convallaria (De Convallariae species, vulgo Lilium Convallium dicta), ein anderer beschäftigte sich mit den Bestäubungsvorgängen bei Pflanzen (Harmonia fructificationis plantarum cum generatione animalium).
In dem 1739 veröffentlichten Werk Examen Epicriseos verteidigte er Linnés Sexualsystem der Pflanzen gegenüber den von Johann Georg Siegesbeck erhobenen Vorwürfen.
1746 wurde Johan Browall Professor für Theologie sowie Propst am Dom von Åbo. Drei Jahre später, 1749, wurde er dort als Bischof eingesetzt.
Browall war seit dem 12. Februar 1738 mit Elisabet (geborene Ehrenholm, 1707–1779) verheiratet. Sie war eine Tochter des Regierungsarchivars und Etatssekretärs Johann Christian Kippius von Ehrenholm (geb. um 1663, Johan Kristoffer Kippius, Adlad Ehrenholm) von Bremen-Verden. Das Paar hatte eine Tochter Elisabeth Browallius, die später Johan Gadolin heiratete, ihr Sohn war Johan Gadolin.

## Ehrentaxon
Carl von Linné benannte ihm zu Ehren die Gattung Browallia der Pflanzenfamilie der Nachtschattengewächse (Solanaceae).

## Werke (Auswahl)

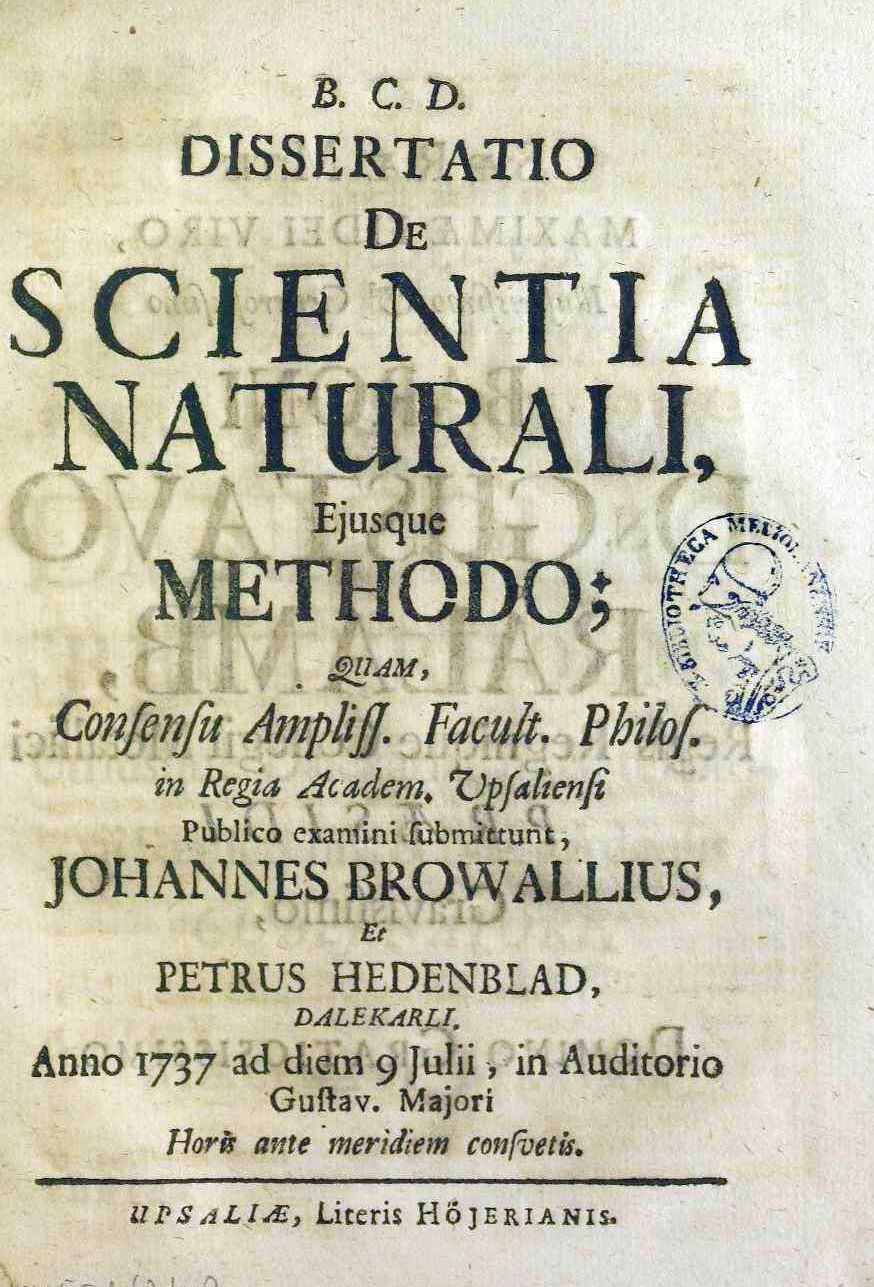
De scientia naturali, eiusque methodo, 1737

- De foederibus Christianorum cum infidelibus meletema philosophicum…. Stockholm 1730 – Dissertation ← als Car.
- Oskyldig mål-ro, eller, förnöjliga samtal om hwarjehanda lärda och nyttiga saker. Them ro-älskandom til roande på lediga stunder, Horat. de arte poët. Stockholm 1731.
- Förnuftigt och nöjsamt samtal goda wänner emellan om allhanda saker. 1732.
- Tankar öfwer naturkunnigheten, och huru then bör drifwas wid en academia. Stockholm, tryckte hos Peter Jöransson Nyström. Stockholm 1737.
- Discursus de introducenda in scholas et gymnasia praecipue vero in gymnasium Arosiense historiae naturalis lectione, ad generosissimum Dalekarliae gubernatorem, lib. bar. de Reuterholm, et reverendissimum Arosiensem episcopum doct. Andr. Kalsenium. Leiden 1737.
- Examen epicriseos in Systema plantarum sexuale Cl. Linnaei, Anno 1737 Petropoli evulgatae, auctore Jo. Georgio Siegesbeck. 1739.
- Specimen botan. de convallariae specie, vulgo lilium convallium dicta : ex occasione loci Cantic. Stockholm 1741.
- Försök, rön ock anmärkningar angående arseniken och i synnerhet des metalliska natur, framgifne. Stockholm 1744.
- Oförgripeliga tankar om underwisnings-wärket, vid gymnasier och scholarne i riket. Stockholm, 1751 (anonym veröffentlicht).
- Historische und physikalische Untersuchung der vorgegebenen Verminderung des Wassers und Vergrösserung der Erde. Stockholm 1756.